# 日開
日開（にちかい、1873年8月23日 - 1943年11月21日）は、大石寺第60世法主。信夫阿闍梨。証行院。道号は法運。妻は芸者の彦坂スマ。子息は前法主第67世日顕、日蓮正宗宗務院布教部長兼東京・常在寺住職の阿部日明は孫にあたる。

## 略歴
- 1873年（明治6年）8月23日、福島県信夫郡荒井村(現在の福島市荒井)21番地に、阿部庄右衛門を父として誕生。俗名は運蔵。証行院。
- 1889年（明治22年）、18歳の時、日応について得度。
- 1922年（大正11年） - 昭和3年、本山寂日坊、常泉寺（東京都墨田区向島）住職を歴任。
- 1928年（昭和3年）、大石寺59世日亨より法の付嘱を受け、大石寺60世に登座。
- 1931年（昭和6年）、日蓮大聖人第六百五十遠忌奉修。
- 1931年（昭和6年）、寄棟造りの客殿を、入母屋造りに改修。
- 1931年（昭和6年）、三門大改修。
- 1935年（昭和10年）、61世日隆に法を付嘱した後、蓮葉庵で隠居した。
- 1941年（昭和16年）、日蓮宗との合同問題では、反対の立場を表明。
- 1943年（昭和18年）11月21日、70歳で死去。

| 先代 日亨 | 大石寺住職一覧 第60世：1928-1935 | 次代 日隆 |